# US Cup
US Cup var en fotbollsturnering för landslag som spelades i USA under 1990-talet, samt tidigt 2000-tal. Turneringen sparkade igång 1992, med syfte att ge USA:s herrlandslag bättre matchträning och stärka fotbollsintresset i USA inför herr-VM 1994. Damupplagan kom igång 1995.

## Segrare

### Herrar
| År            | Etta     | Tvåa      | Trea      | Fyra      |
| ------------- | -------- | --------- | --------- | --------- |
| 1992 detaljer | USA      | Italien   | Irland    | Portugal  |
| 1993 detaljer | Tyskland | Brasilien | USA       | England   |
| 1995 detaljer | USA      | Colombia  | Mexiko    | Nigeria   |
| 1996 detaljer | Mexiko   | Irland    | USA       | Bolivia   |
| 1997 detaljer | Mexiko   | Danmark   | Peru      | USA       |
| 1999 detaljer | Mexiko   | USA       | Guatemala | Bolivia   |
| 2000 detaljer | USA      | Irland    | Mexiko    | Sydafrika |

### Damer
| År            | Etta                                        | Tvåa                                        | Trea                                        | Fyra                                        |
| ------------- | ------------------------------------------- | ------------------------------------------- | ------------------------------------------- | ------------------------------------------- |
| 1995 detaljer | USA                                         | Norge                                       | Australien                                  | Kinesiska Taipei                            |
| 1996 detaljer | USA                                         | Kina                                        | Japan                                       | Kanada                                      |
| 1997 detaljer | USA                                         | Italien                                     | Australien                                  | Kanada                                      |
| 1998 detaljer | USA                                         | Brasilien                                   | Ryssland                                    | Mexiko                                      |
| 1999 detaljer | USA                                         | Brasilien                                   | Finland                                     | Sydkorea                                    |
| 2000 detaljer | USA                                         | Kanada                                      | Mexiko                                      | Sydkorea                                    |
| 2001 detaljer | avbröts på grund av 11 september-attackerna | avbröts på grund av 11 september-attackerna | avbröts på grund av 11 september-attackerna | avbröts på grund av 11 september-attackerna |
| 2002 detaljer | USA                                         | Australien                                  | Italien                                     | Ryssland                                    |

### Fotnoter
1. ↑  Filip Bondy (4 mars 1992). ”Soccer; US Cup Might Raise Americans' Game” (på engelska). New York Times. http://www.nytimes.com/1992/03/04/sports/soccer-us-cup-might-raise-americans-game.html. Läst 9 november 2015.